# Berenice II

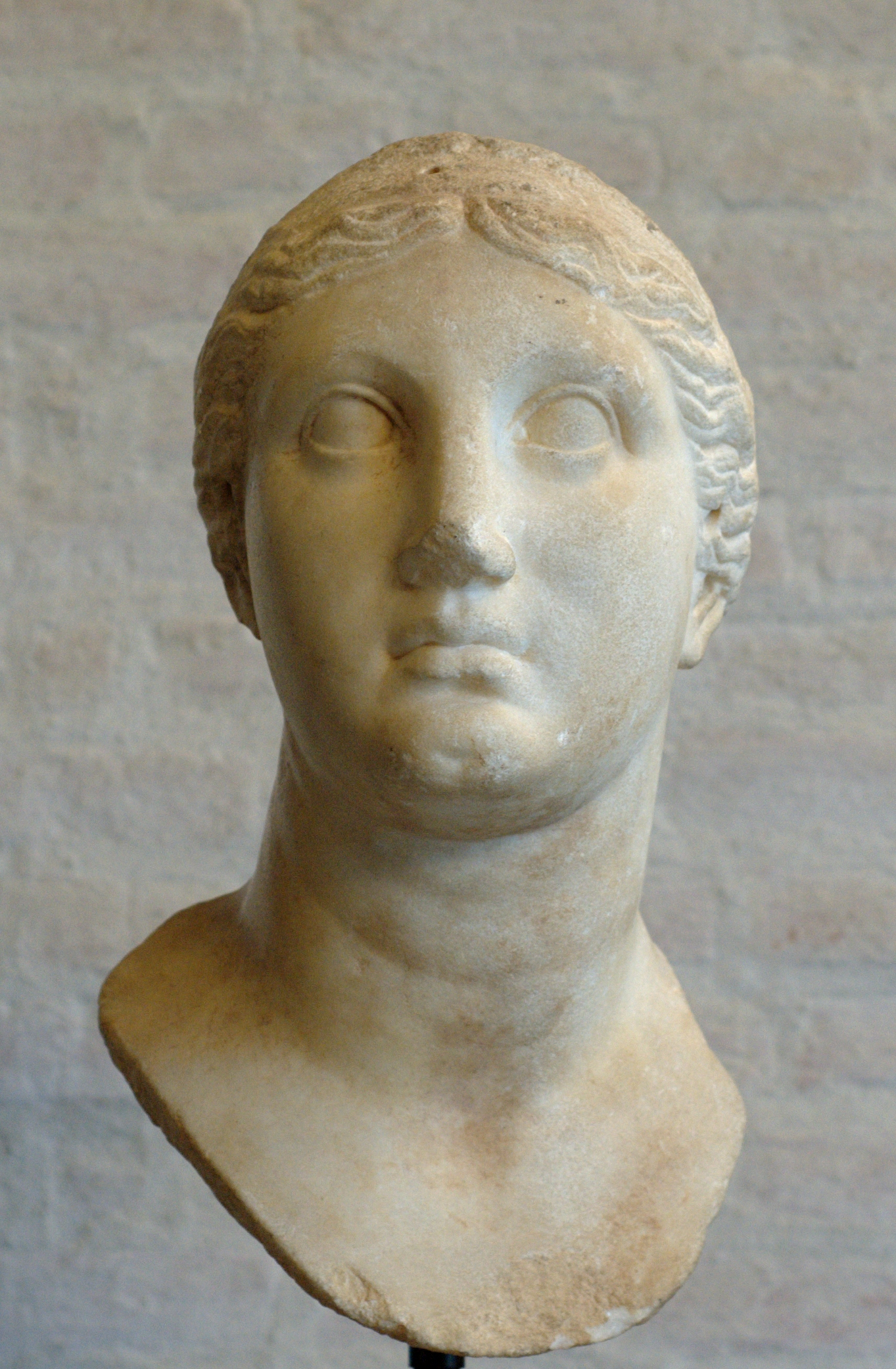
Berenice II

Berenice II (llatí: Bĕrĕnīcē i Bĕrŏnīcē; grec antic: Βερενίκη), la Gran (vers 270 aC-221 aC), fou reina d'Egipte.
Era filla de Magas de Cirene i la seva dona Arsínoe o Àpama (Pausànies esmenta el nom com a Àpama, però la muller de Magas portava en tot cas els dos noms, si és que no s'havia casat dues vegades).
El 249 aC, poc després de la mort de Magas, la vídua va cridar al govern un príncep macedoni, bastard de Demetri Poliorcetes i mig germà d'Antígon Gònates, anomenat Demetri el Bell, amb qui Berenice es va casar; però el seu marit no va tardar a convertir-se en l'amant d'Àpama. Berenice va dirigir una revolta (entre 255 i 250 aC), va entrar a l'habitació d'Àpama, va matar Demetri i la va intentar matar ella, però la reina va sobreviure. D'aquest matrimoni, no va haver-hi fills.
Llavors, va assolir el poder i es va casar amb el rei Ptolemeu III Evèrgetes I d'Egipte, a la mort del qual (222 aC) fou assassinada per ordre del seu fill Ptolemeu IV Filòpator, segurament perquè volia ser associada al tron. El seu germà Magas també fou assassinat. El ministre Sosíbios va aconsellar els crims.
Va fundar la ciutat de Berenice, moderna Bengasi.
La cabellera de la Berenice, que la reina havia dedicat al temple d'Afrodita, fet construir per la seva sogra al cap Zefiri, com a promesa pel feliç retorn del seu marit sa i estalvi de la guerra que el mantenia a Síria, va desaparèixer del temple del cap Zefiri. Aleshores, l'astrònom de la cort, Conó el Sami o Conó de Samos va explicar que la cabellera havia estat duta al fimarment i convertida en una constel·lació, Coma Berenices. Aquest fet va originar un poema cèlebre de Cal·límac, del qual només ens són pervinguts una trentena de versos. En canvi, la versió que en feu al llatí el poeta Catul ens és arribat sencera. Realment, una constel·lació fou batejada amb el nom de Coma Berenices ('Cabellera de Berenice').